# 龍子鈞
龍子鈞，江西泰和縣剡溪人，明初官員。

## 生平
龍子鈞為吉安府學生，洪武二十三年（1390年）中式庚午科鄉試，次年聯捷辛未科三甲進士。官至浙江道御史。